# Běchary
Běchary (deutsch Biechar) ist eine Gemeinde in Tschechien. Sie liegt 14 Kilometer südlich von Jičín und gehört zum Okres Jičín.

## Geographie

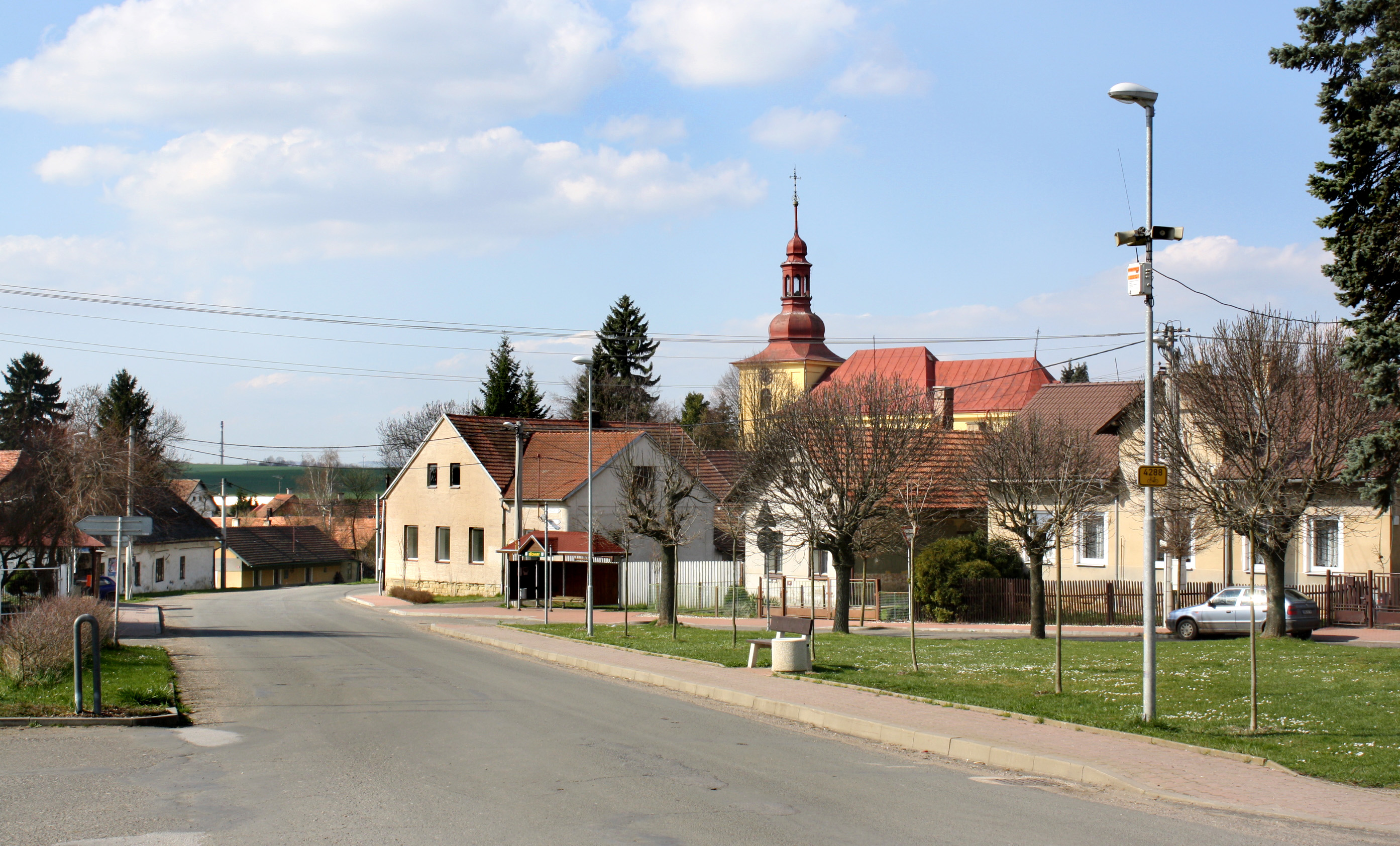
Dorfplatz

Běchary befindet sich auf der Nordböhmischen Tafel und wird vom Bach Stříble durchflossen.
Nachbarorte sind Vršce im Nordosten, Slavhostice im Osten, Židovice im Südosten, Běchárky im Süden, Budčeves im Westen sowie Cholenice im Nordwesten.

## Geschichte
Die erste urkundliche Erwähnung des Dorfes erfolgte in einem zwischen 1283 und 1284 angelegten Urbar des Bistums Prag. Der Ortsname entstand wahrscheinlich während der Zeit der deutschen Kolonisation und wird von Becher hergeleitet. 1292 erteilte Wenzel II. dem Bistum das Privileg zur Anlegung eines Hofes in Běchary. Neben dem bischöflichen Anteil gehörte ein weiterer Teil des Ortes dem Landadel. 1322 wird für diesen Teil im Zusammenhang mit einem verursachten Schaden in Údrnice ein Sezema von Běchar als Besitzer genannt.
Aus dem Jahre 1312 stammt der erste Nachweis über die Kirche, als vor Bischof Johann IV. von Dražice ein Vergleich des Plebans von Běchary mit dem Kloster Zderaz über den Zehnt des klösterlichen Dorfes Chotěšice abgeschlossen wurde.
Die bischöflichen Güter in Běchary gelangten während der Hussitenkriege an weltliche Herren. 1437 erhielt sie Wenzel von Mačovice durch Kaiser Sigismund pfandweise und schloss sie an Chotěšice an. Zu den nachfolgenden Besitzern gehörten die Geschlechter von Běchary und Pařízek, sowie ab 1500 die Halama von Běchary. 1527 kaufte Wenzel Haugwitz von Biskupitz die Herrschaft Kopidlno einschließlich Chotěšice und Běchary. Dessen Sohn Johann verkaufte 1559 diesen Besitz und hielt nur noch Běchary, das er 1564 an Kaiser Ferdinand I. abtrat. Danach erfolgte der Anschluss von Běchary an die Herrschaft Altenburg. Balthasar Robenhaupt von Sucha (Robmhap ze Suché) verkaufte Běchary 1609 an den Besitzer von Kopidlno, Ulrich Desiderius Proskowski von Proskau. Im Dreißigjährigen Krieg fielen große Teile des Dorfes wüst.
Nach 1649 erlosch die Pfarre in Běchary. Die Kirche St. Adalbert wurde Filialkirche von Kopidlno und ab 1787 von Vršce. 1835 hatte das Dorf 572 Einwohner. Bis zur Aufhebung der Patrimonialherrschaften im Jahre 1848 blieb Běchary zur Herrschaft Kopidlo zugehörig. Velké Běchary bildete mit dem Ortsteil Malé Běchary ab 1850 eine Gemeinde im Bezirk Jičín. 1880 erfolgte die Änderung des Gemeindenamens in Běchary. Zu dieser Zeit hatte Běchary 651 Einwohner, in Malé Běchary waren es 70. Der Ortsteil Malé Běchary erhielt 1921 die Bezeichnung Běchárky.
Bei Běchárky befinden sich Reste der ehemaligen Schmalspurbahnstrecke von Kopidlno nach Češov, die früher durch den Ort führte.

## Gemeindegliederung
Die Gemeinde Běchary besteht aus den Ortsteilen Běchary (Biechar) und Běchárky (Klein Biechar).

## Sehenswürdigkeiten

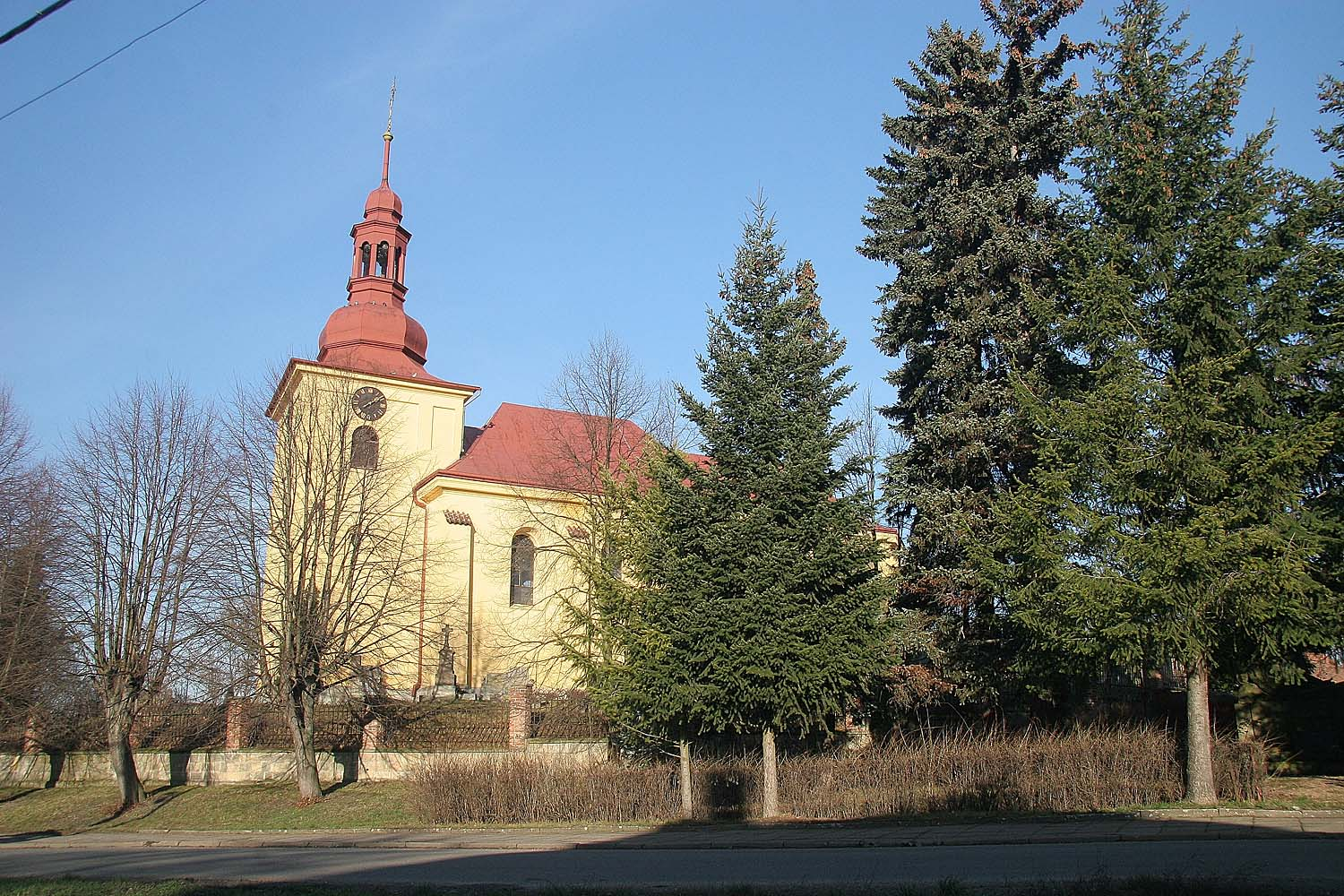
Kirche des Hl. Adalbert

- Kirche des Hl. Adalbert; das seit 1312 nachweisbare Bauwerk erhielt nach dem Brand von 1692 im Jahre 1708 eine barocke Neugestaltung
- Statue des Hl. Wenzel, geschaffen 1883 vom Bildhauer Antonín Myslivec aus Hořice
- Statue des Hl. Franz von Serafin, geschaffen 1775

## Söhne und Töchter der Gemeinde
- Václav Hořejšek (1839–1874), tschechischer Komponist
- Josef Chaloupský (1932–1991), tschechischer Geologe